# Cassano Valcuvia
Cassano Valcuvia ist eine italienische Gemeinde (comune) in der Provinz Varese in der Region Lombardei.

## Geographie
Die Gemeinde liegt etwa 14 Kilometer nordnordwestlich von Varese am Margorabbia und gehört zur Comunità montana Valli del Verbano. Die bedeckt eine Fläche von 4,1 km². Zu Cassano Valcuvia gehören die Fraktionen Noga, Sotto il Sasso und Via Provinciale. Die Nachbargemeinden sind Cuveglio, Duno, Ferrera di Varese, Grantola, Mesenzana und Rancio Valcuvia.

## Geschichte
Nach der vorübergehenden Vereinigung der lombardischen Provinzen mit dem Königreich Sardinien wurde die Gemeinde Cassano Valcuvia mit 441 Einwohnern, die von einem 15-köpfigen Gemeinderat und einem 2-köpfigen Stadtrat verwaltet wird, gemäß der durch das Gesetz vom 23. Oktober 1859 festgelegten Gebietsaufteilung dem Bezirk III von Cuvio, Bezirk II von Varese, Provinz Como, zugeordnet. Bei der Gründung des Königreichs Italien im Jahr 1861 hatte die Gemeinde 459 Einwohner (Volkszählung 1861). Bis 1863 trug die Gemeinde den Namen Cassano, danach wurde sie in Cassano Valcuvia umbenannt (Königlicher Erlass Nr. 1.192 vom 8. Februar 1863).
Nach dem Gesetz über die Gemeindeorganisation von 1865 wurde die Gemeinde von einem Bürgermeister, einer Junta und einem Rat verwaltet. Im Jahr 1867 wurde die Gemeinde in denselben Kreis, Bezirk und dieselbe Provinz aufgenommen (1867). Im Jahr 1924 wurde die Gemeinde in den Bezirk Varese der Provinz Como eingegliedert. Nach der Gemeindereform von 1926 wurde die Gemeinde von einem Podestà verwaltet. Im Jahr 1927 wurde die Gemeinde der Provinz Varese zugeschlagen. Nach der Gemeindereform von 1946 wurde die Gemeinde Cassano Valcuvia von einem Bürgermeister, einer Junta und einem Gemeinderat verwaltet.

## Bevölkerung
| Bevölkerungsentwicklung | Bevölkerungsentwicklung | Bevölkerungsentwicklung | Bevölkerungsentwicklung | Bevölkerungsentwicklung | Bevölkerungsentwicklung | Bevölkerungsentwicklung | Bevölkerungsentwicklung | Bevölkerungsentwicklung | Bevölkerungsentwicklung | Bevölkerungsentwicklung | Bevölkerungsentwicklung | Bevölkerungsentwicklung | Bevölkerungsentwicklung |
| ----------------------- | ----------------------- | ----------------------- | ----------------------- | ----------------------- | ----------------------- | ----------------------- | ----------------------- | ----------------------- | ----------------------- | ----------------------- | ----------------------- | ----------------------- | ----------------------- |
| Jahr                    | 1751                    | 1805                    | 1853                    | 1871                    | 1901                    | 1921                    | 1951                    | 1971                    | 1991                    | 2001                    | 2011                    | 2021                    |                         |
| Einwohner               | 467                     | 541                     | *455                    | 493                     | 474                     | 484                     | 479                     | 425                     | 467                     | 541                     | 665                     | 646                     |                         |

- 1809 Fusion mit Vergobbio
- 1812 Fusion mit Rancio Valcuvia

## Verkehr
Durch die Gemeinde führt die Staatsstraße 394 von Varese zur Schweizer Grenze.

## Sehenswürdigkeiten
- Pfarrkirche Santi Cassiano e Ippolito.